# Дом Хоакина Миллера

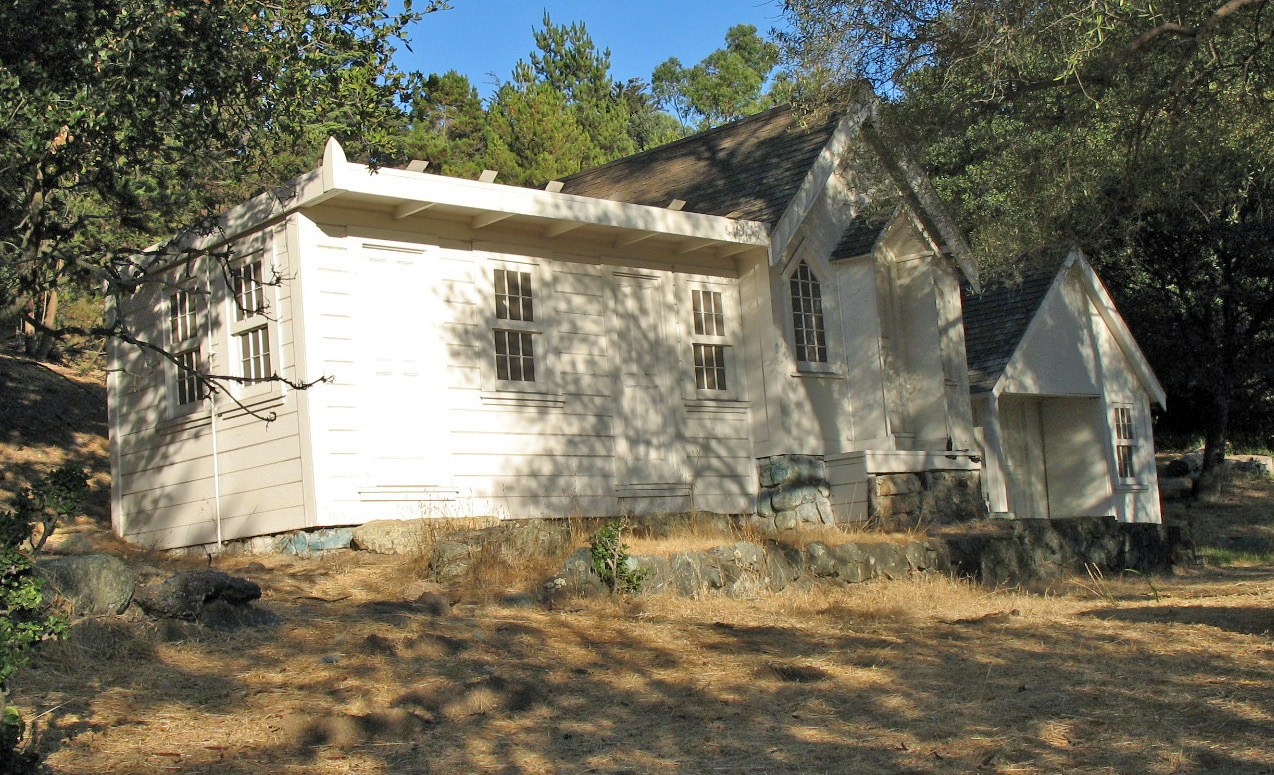

Дом Хоакина Миллера — дом в Окленде (США), в котором жил американский поэт Хоакин Миллер.

## История
В последние годы жизни, в 1886—1913 годах Хоакин Миллер жил в Окленде. Он сам построил дом, названный им «The Hights», и высадил деревья. Он также установил место для собственного погребального костра и три памятника: Моисею, путешественнику и военному Джону Фримонту и поэтам Роберту Браунингу и Элизабет Барретт Браунинг. В 1890-х годах в доме жил японский поэт Ёнэдзиро Ногути.
В 1919 году дом был приобретён городом Оклендом. В 1962 году он был объявлен национальным историческим памятником. Он также включён в Национальный реестр исторических мест США. Дом находится на Оклендских холмах, на территории Парка Хоакина Миллера.